# Paul Esser
Paul Esser (Geldern, 24 de abril de 1913 - Tenerife, 20 de enero de 1988) fue un actor alemán de cine, teatro y televisión, y un actor de voz. Es recordado por haber sido el protagonista de la versión Sender Freies Berlin de la serie de detectives Tatort.
Después de estudiar actuación dos años con Adolf Dell, se unió a su primer trabajo en 1939 en el Teatro Municipal de Paderborn. Le siguieron apariciones en Weimar, Poznan, Memel y Schneidemühl. En 1943 trabajó en el Deutsches Theater de Berlín, donde permaneció hasta que en el otoño de 1944, la Segunda Guerra Mundial (1939-1945) cerró los teatros.
Después de la guerra, Esser Gustaf lo invitó a hacer teatro. Trabajó en Frankfurt como director, y se mudó a Berlín. En 1951 interpretó el papel de Guillermo Tell en la reapertura del Teatro Schiller en Berlín. Asimismo, trabajó en el Theater am Kurfürstendamm.
En la película de DEFA Rotación encarnó a Hans Behnke en 1949. En 1951 representó al pomposo presidente prusiano Wulckow. Después de mudarse a Alemania Occidental solo consiguió papeles secundarios en cine. Generalmente representaba superiores pomposos.
En algunos episodios de la serie policial Tatort representó a Kasulke, el comisionado de Berlín. Fundó el teatro Schauspielhaus Hansa, en Berlín. Fue condecorado con la Cruz Federal del Mérito.
En 1963 fundó en Berlín a propio riesgo el teatro Schaubühne Hansa que fue renombrado Hansa-Theater en 1974. Fue el director del teatro hasta 1981.
Paul Esser está enterrado en el cementerio de Gauting, cerca de Múnich.

## Filmografía selecta
- 1941: Der Gasmann.
- 1943: Liebesgeschichten.
- 1949: Rotation.
- 1950: Heart of stone.
- 1950: The merry wives of Windsor.
- 1950: Der Kahn der fröhlichen Leute.
- 1951: Man of straw.
- 1951: Der Untertan.
- 1952: Heimweh nach dir.
- 1953: Der unsterbliche Lump.
- 1954: Ein Leben für Do.
- 1954: Hoheit lassen bitten.
- 1954: Gefangene der Liebe.
- 1955: Sohn ohne Heimat.
- 1955: Der 20. Juli - Das Attentat auf Hitler.
- 1955: Ihr Leibregiment.
- 1955: Die Toteninsel.
- 1955: Urlaub auf Ehrenwort.
- 1956: Jeanne oder Die Lerche.
- 1956: Johannisnacht.
- 1956: Das Hirtenlied vom Kaisertal.
- 1957: The Spessart Inn.
- 1957: Das Wirtshaus im Spessart.
- 1957: Die Frühreifen.
- 1957: Vater sein dagegen sehr.
- 1957: Anders als du und ich.
- 1958: Das Spiel war sein Fluch (Le joueur).
- 1958: Der Schinderhannes.
- 1959: 2 x Adam, 1 x Eva.
- 1959: Das schöne Abenteuer.
- 1959: Unser Wunderland bei Nacht.
- 1959: Abschied von den Wolken.
- 1960: Das Spukschloß im Spessart.
- 1960: The Haunted Castle.
- 1960: Ein Herz braucht Liebe.
- 1960: Ich zähle täglich meine Sorgen.
- 1960: Am Galgen hängt die Liebe.
- 1961: Die Geburtstagsfeier.
- 1961: Die große Reise.
- 1961: Spanische Legende.
- 1963: Stadtpark.
- 1963: Wochentags immer.
- 1963: Die endlose Nacht.
- 1964: Das Haus auf dem Hügel.
- 1965: Nicht versöhnt oder Es hilft nur Gewalt wo Gewalt herrscht.
- 1967: Herrliche Zeiten im Spessart.
- 1968: La moglie giapponese.
- 1969: Pippi Longstocking.
- 1969: If it's tuesday this must be Belgium.
- 1969: Pippi Longstocking.
- 1969: Pippi Goes on Board.
- 1969: So reisen und so lieben wir (If It's Tuesday, This Must Be Belgium).
- 1969: Pippi Langstrumpf (Film).
- 1969: Pippi Langstrumpf (Fernsehserie).
- 1969: Pippi geht von Bord.
- 1969: Herzblatt oder Wie sag ich’s meiner Tochter?
- 1969: Alle Kätzchen naschen gern / Im Schloß der wilden Triebe.
- 1970: Was ist denn bloß mit Willi los.
- 1971: Blut an den Lippen (Les lèvres rouges)
- 1971: Unser Willi ist der Beste.
- 1971–74: Tatort (Fernsehreihe).
- 1971: Michel aus Lönneberga.
- 1971: Michel in der Suppenschüssel.
- 1971: Daughters of darkness.
- 1971: Emil i Lönneberga.
- 1972: Nya hyss av Emil i Lönneberga.
- 1971-1974: Tatort (serie de televisión), como Erwin Kasulke.
- 1972: Michel muß mehr Männchen machen.
- 1973: Der Zarewitsch.
- 1973: Gott schützt die Liebenden.
- 1974: Der Weg nach Tourmon (Ardéchois-coeur-fidèle).
- 1983: Die wilden Fünfziger.
- 1984: Delfter Kacheln.